# Ел Хаса (оаза)
Ел-Хаса оаза (арап. الاحساء ал-Ахса', ал-Хаса) је историјски пејзаж и највећа оаза на свету (са преко 2,5 милиона урминих палми, налази се у пустињи у провинцији Шаркија у Саудијској Арабији, 60 км западно од Персијског залива. Оаза има 600.000 становника и има једну од највећих шитских мањина у Саудијској Арабији, која је претежно сунитска земља.
Ел-Хаса се налази на истоку Арапског полуострва у Персијском заливу у близини Бахреинских острва омеђена је на северу Кувајтом, на западу Наџдом и на југу Катаром. Урбани центар региона је град Хуфуф. Земља налик пустињи је величине 58.000 km², од којих су само 200 km² оазе и стога се могу користити за пољопривреду. Земља је добила име по најјачој тврђави у региону Ал-Хаса.
У Ел-Хаси се тренутно налази највећа плантажа на свету урминих палми (од августа 2019. године), има око 3 милиона стабала на површини која одговара „17.000 фудбалских игралишта“ (тј. око 150 km²).

## Историја
Подручје Ел-Хаса никада није било од великог значаја за околна царства у Месопотамије или Персије. Ништа се није променило након усвајања ислама у 7. веку. Кармати су то искористили у 10. веку и основали државу у Ел-Хаси Бахреин, из које су кренули у походе на јужну Арабију, против Меке и у Ирак, као и на Сирију и Египат. У 11. веку, међутим, ел-Хасу и Кармате су покорили Буиди 1030 и Селџуци 1077. године.
Иако је Ел-Хаса дошла под Османско царство у 16. веку, племе Бани Халид убрзо је остварило стварну власт у земљи. Након персијског интермеца од Ел-Хасе до Омана 1740-1747, Бани Халид је покушао да прошири своју власт и на централну Арабију, али се сукобио са вехабијама и династијом Сауд, који су покорили Ел-Хасу 1793. Иако су Османлије 1872. успеле да поново заузму провинцију Ел-Хасу и суседно полуострво Катар, земљу су коначно окупирале вехабије 1913. године и са Наџдом Саудијска Арабија, тиме добила свој први приступ мору преко залива. Формално, земља је остала османска провинција под управом саудијског емира Наџда, само у Катару османски гарнизони су трајали до 1916. године.

## Нафтна индустрија
Док су у ранијим временима у оазама пољопривреда, номадско сточарство и риболов обезбеђивали егзистенцију људи, од Другог светског рата нафтна индустрија је због богатих налазишта нафте најважнији привредни фактор. Друга неутрална зона постојала је на граници између Кувајта и Саудијске Арабије од 1922. до 1966. (поред оне између Саудијске Арабије и Ирака), која је у почетку била заједнички експлоатисана. Током кувајтског рата 1990. Ирак је такође положио право на шитску провинцију Ел-Хаса и почетком 1991. године окупирао саудијски погранични град Хафџи у некадашњој неутралној зони на три дана. Зона никада није имала код ИСО јер је пре тога била подељена. Уведен је код ИСО 3166 1974. године.